# Taylor Lewan
(en) Statistiques sur pro-football-reference
Taylor Curtis Lewan, né le 21 juillet 1991 à Scottsdale, est un joueur américain de football américain évoluant au poste d'offensive tackle. Il joue actuellement pour les Titans du Tennessee dans la National Football League (NFL).

## Biographie

### Carrière universitaire
Il a étudié à l'université du Michigan et a joué pour l'équipe des Wolverines du Michigan de 2010 à 2013. 
Ayant joué à la position de tackle gauche dès sa première saison universitaire, il gagne une réputation nationale. Il est nommé lineman offensif de l'année dans la conférence Big Ten en plus d'être sélectionné dans l'équipe-type All-America. Considéré comme un potentiel choix de premier tour en vue de la draft 2013 de la NFL, il préfère rester une année supplémentaire à l'université pour la saison 2013. Il remporte les mêmes honneurs durant sa dernière saison universitaire, en étant nommé lineman de l'année dans sa conférence et une sélection dans l'équipe-type nationale pour une deuxième année consécutive.

### Carrière professionnelle
Il est sélectionné à la 11e place de la draft 2014 de la NFL par les Titans du Tennessee. Il est le troisième lineman offensif sélectionné durant cette séance après Greg Robinson et Jake Matthews.
Il commence la saison 2014 comme remplaçant, en apprenant auprès du vétéran Michael Roos. Il devient titulaire lors de la 6e semaine après une blessure de Roos et joue à la position de tackle gauche. Lewan se blesse toutefois à la cheville lors de la 12e semaine face aux Eagles de Philadelphie, ce qui met fin à sa saison. Bien qu'il n'a joué que 6 parties comme titulaire, son jeu est assez solide pour qu'il soit sélectionné dans l'équipe-type des débutants de la ligue.
Il joue sa première saison complète comme tackle gauche titulaire lors de la saison 2015 et obtient une première sélection au Pro Bowl la saison suivante. 
Il signe en juillet 2018 un nouveau contrat de 5 ans avec les Titans pour un montant de 80 millions de dollars et devient à ce moment le lineman offensif le mieux payé de l'histoire de la ligue.